# Anna Wałek-Czernecka
Anna Wałek-Czernecka (ur. 20 marca 1890 w Płocku, zm. 6 stycznia 1978 w Łodzi) – polska botanik, profesor Uniwersytetu Łódzkiego. 

## Nauka, studia, praca
Urodziła się w rodzinie żydowskiej jako jedno z pięciorga dzieci Mojżesza Altberga, księgowego, działacza społecznego i wieloletniego prezesa Banku Spółdzielczego w Płocku, i Pauliny (Perli) z domu Golde, nauczycielki muzyki. Jej rodzeństwo to: bracia Lucjan (adwokat) i Józef (architekt, poległy w 1939) oraz siostry Emma (pianistka) i Maria (bibliotekarka).
Naukę w gimnazjum płockim przerwała w 1904 z powodu strajku szkolnego. Po uzyskaniu matury w Szwajcarii w 1909, została przyjęta na Wydział Filozoficzny Uniwersytetu w Bernie. Do 1913 studiowała w Bernie, Paryżu i Genewie, gdzie uzyskała magisterium. W 1917 przyjechała do kraju i została młodszym asystentem w Zakładzie Anatomii i Cytologii Roślin Uniwersytetu Warszawskiego. W 1922 uzyskała tam doktorat. W 1928 przeszła do pracy w Politechnice Warszawskiej, gdzie w ramach otrzymanego stypendium państwowego, na zlecenie Ministerstwa Komunikacji i Instytutu Naukowego Lasów Państwowych. Badania te przeprowadzała w Zakładzie Technologii Organicznej i Fermentacji. Badała grzyby niszczące podkłady kolejowe.  
Okupację przeżyła poza Warszawą, w latach 1941–1945 była nauczycielką w domach prywatnych w podwarszawskich Pawłowicach i Zalesiu. 
Po wojnie, wiosną 1945 wraz z prof. Franciszkiem Skupieńskim przystąpiła do tworzenia Katedry i Zakładu Anatomii i Cytologii Roślin w powstającym właśnie Uniwersytecie Łódzkim i tam do 1952 pracowała jako adiunkt. Równolegle od 1948 była wykładowcą w Wyższej Szkole Pedagogicznej w Łodzi, w której od 1952 jako samodzielny profesor kontraktowy kierowała Zakładem Botaniki Ogólnej. 19 lutego 1955 otrzymała tytuł profesora nadzwyczajnego.
Od 1956 po połączeniu WSP i UŁ, w ramach pracy już w UŁ, zainicjowała pionierskie w skali światowej badania cytoenzymatyczne komórek roślinnych. W 1960 przeszła na emeryturę, nie zrywając kontaktów z uczelnią.

## Tematyka prac naukowych i osiągnięcia naukowe

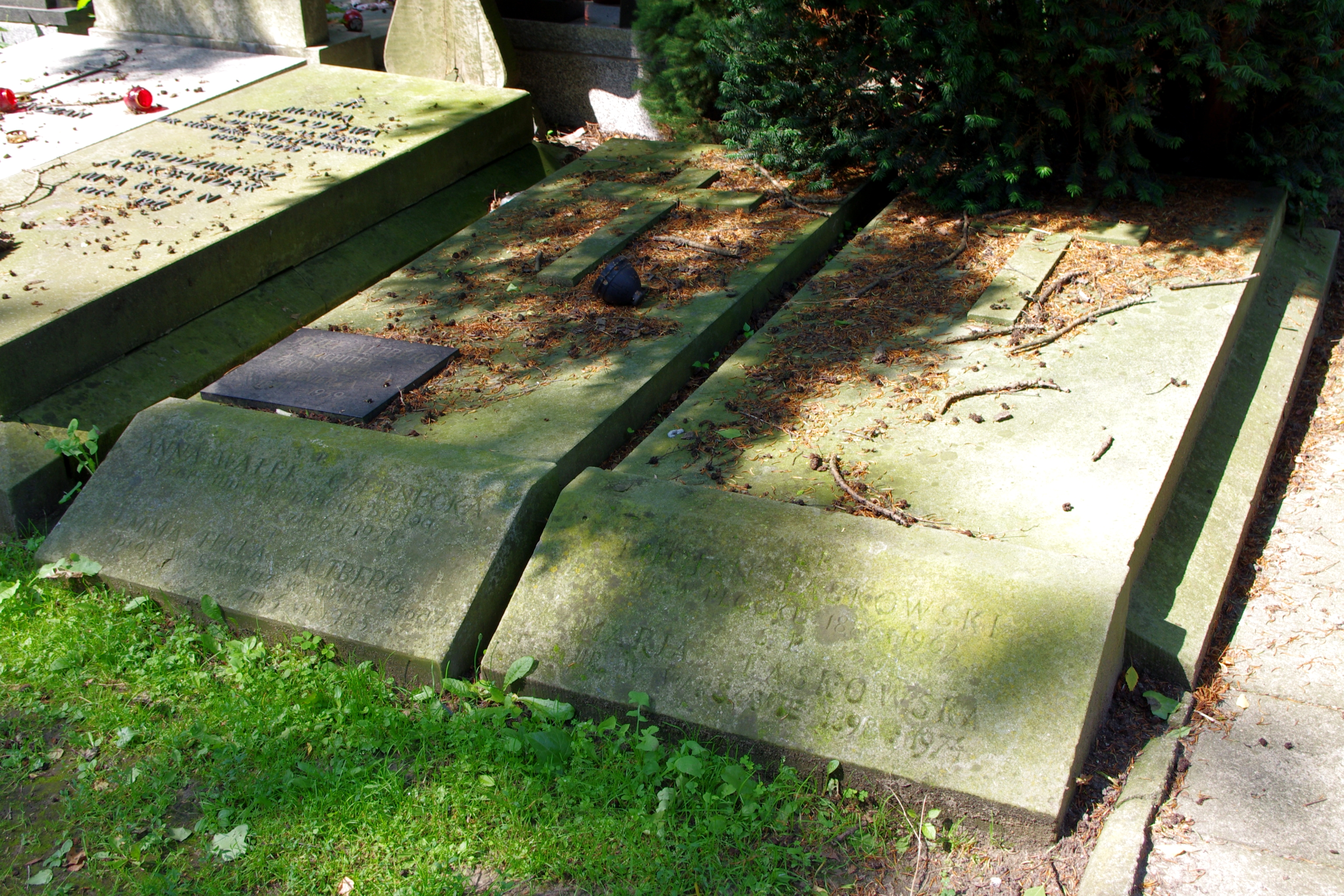
Grób pianistki Emmy Altberg, architekta Józefa Altberga, prawnika Lucjana Altberga i botanika prof. Anny Wałek-Czerneckiej na cmentarzu reformowanym przy ul. Żytniej w Warszawie

W 1922 przedstawiła dysertację doktorską pt. Rozwój warstwy wyściełającej i periplasmodium w Larix europea, Lahx dahurica i Larix sibirica i uzyskała doktorat. W 1922 ukazały się drukiem dwie jej ważne prace: Z badań nad rozwojem warstwy wyściełającej u iglastych i rozwój warstwy wyściełającej w Larix europea, Larix dahurica, Larix sibirica oraz Rozwój warstwy wyściełającej w Thuja orientalis L. i Thuja occidentalis. Kilka lat później opublikowała artykuły: Zur Frage der Anwesecheit der Plastiden in der generatiren (1925) oraz Recherches cytologiques sur les grains chez les Malvacees (1927).  
Interesowała się problemami dendrologii. W 1953 opublikowała pracę Anatomia porównawcza drewna Populus alba L. Populus tremula i Populus canesens. W latach 1950–1953 wykonała dla Instytutu Celulozowo-Papierniczego w Łodzi 3 prace zlecone na temat anatomii drewna topoli, w tym Populus canesens i P. deltoides. Prowadziła też badania nad drewnem ciągliwym buka i jego mechanizmem pęknięć.
Jej osiągnięcia badawcze zostawiły trwały ślad w dziejach myśli naukowej. Zwłaszcza cenne okazały się opracowania z zakresu lokalizacji kwaśnych hydrolaz w komórce roślinnej. 
Wykształciła ponad 100 magistrów i doktorów, w tym 7 ze stopniem doktora habilitowanego.
Miała ogromną wiedzę, przejawiała głęboki i twórczy stosunek do nauki.
Spoczęła na warszawskim cmentarzu ewangelicko-reformowanym (kwatera 6-2-14). 

## Wyróżnienia
- Za dokonania naukowe w 1963 wyróżniona nagrodą ministra nauki i szkolnictwa wyższego.
- W 1976 została członkiem honorowym Polskiego Towarzystwa Botanicznego.